# Зінченко Микола Петрович
Мико́ла Петро́вич Зі́нченко — учасник Афганської війни 1979–1989 років.
Член Сумської міської організації Спілки ветеранів Афганістану, 2008 року нагороджений грамотою Сумського міського голови.

## Нагороди
- орден «За мужність III» ступеня (13.2.2015)